# Natalia Hiszpańska
Natalia Hiszpańska (ur. 16 kwietnia 1904 w Warszawie, zm. 14 lutego 1944 w Auschwitz-Birkenau) – harcmistrzyni (od 1927), podporucznik. Córka architekta Franciszka Eychhorna oraz aktorki i śpiewaczki Natalii z Pomian-Borodziców, siostra Hanny Szwankowskiej.

## Życiorys
Ukończyła gimnazjum Anieli Wereckiej, należała do 10 WŻDH im. Józefa Sułkowskiego. W 1924 roku zdała maturę i rozpoczęła studia na wydziale architektury Politechniki Warszawskiej. Współprojektantka, razem z Mirosławem Szabuniewiczem, kolonii domów Towarzystwa Osiedli Robotniczych na Grochowie. Była drużynową w 18 WŻDH, następnie zorganizowała Krąg Starszoharcerski „Wilcze Gniazdo”. 28 czerwca 1932 roku poślubiła Stanisława Hiszpańskiego. W latach 1932–1939 członkini komitetu redakcyjnego pisma „Skrzydła”. Od 1935 roku kierowała Wydziałem Starszych Harcerek w Głównej Kwaterze Harcerek.
Uczestniczyła w wojnie obronnej Polski w 1939 roku. Pod koniec roku 1939 wstąpiła w szeregi Służby Zwycięstwu Polski (następnie ZWZ – AK) i pełniła funkcję zastępcy szefa Wydziału Łączności Wewnętrznej Oddziału II Komendy Głównej ZWZ–AK. W 1940 roku pracowała w Stołecznym Komitecie Samoobrony Społecznej przy rejestracji strat wojennych. W 1943 roku odznaczona Krzyżem Walecznych.
8 maja 1943 aresztowana przez Gestapo i umieszczona na Pawiaku. Mimo bestialskich tortur jakim ją poddawano nie wydała nikogo. 24 sierpnia 1943 roku wywieziona do niemieckiego obozu koncentracyjnego Auschwitz-Birkenau, z wyrokiem pięciu lat obozu (po nich – kara śmierci). W obozie współpracowała z tamtejszym ruchem oporu. Zmarła w obozowym szpitalu 15 lutego 1944 roku. Jej symboliczny grób znajduje się na Cmentarzu Powązkowskim w Warszawie (kwatera 274-5-22).